# TransLink (Brits-Columbia)
TransLink (officieel:South Coast British Columbia Transportation Authority) is een organisatie die verantwoordelijk is voor het regionaal vervoersnetwerk in de Canadese stad Vancouver en omgeving. Daaronder vallen het exploiteren van het openbaar vervoer, onderhouden van de wegen en bruggen. Het hoofdkantoor staat in een voorstad van Vancouver, Burnaby.

## Geschiedenis
Het werd in 1998 door de Greater Vancouver Transportation Authority opgericht en werd in april 1999 officieel in dienst gesteld door de overheid van Brits-Columbia, ter vervanging van BC Transit in Vancouver en omgeving. Eind 2007 werd de organisatie verder verzelfstandigd en gereorganiseerd.